# HD-CYC
HD-CYC или HD-Cyc — (H)igh (D)ose (CYC)lophosphamide — принятый в онкогематологии акроним (аббревиатура) для режима химиотерапии с применением высокодозного циклофосфамида. Часто HD-CYC используется как первый элемент последовательности при последовательной высокодозной химиотерапии при терапии рецидивов агрессивных лимфом, лимфогранулематоза. Следующими элементами последовательности обычно бывают HD-MTX, HDAC, HD-ETO.
HD-CYC имеет также и другие применения в онкогематологии, например, как режим подготовки к мобилизации и сбору аутологичных стволовых клеток для последующей высокодозной химиотерапии и аутологичной трансплантации гемопоэтических стволовых клеток, или, например, в комбинации с бусульфаном — как компонент пре-трансплантационного режима кондиционирования перед собственно трансплантацией.
В комбинации с ритуксимабом этот режим называется R-HD-CYC.

## Режим дозирования
| Препарат      | Доза             | Путь введения        |
| ------------- | ---------------- | -------------------- |
| Ритуксимаб    | 375 мг/м2        | Внутривенная инфузия |
| Циклофосфамид | ~4500-6000 мг/м2 | Внутривенная инфузия |